# Katherine Mathieson
Pour les articles homonymes, voir Mathieson.
Katherine Theresa Stewart Mathieson (née en 1975) est une biologiste et vulgarisatrice scientifique britannique, la directrice générale de la British Science Association. Elle a précédemment dirigé les projets d'enseignement des sciences chez Nesta (en).

## Enfance et éducation
Mathieson est née le 17 août 1975 à Durham, fille de Martin et Susan Mathieson. Elle a obtenu son baccalauréat en sciences naturelles du Selwyn College de Cambridge en 1996. Elle a obtenu une maîtrise en communication scientifique (en) à l'Imperial College London en 1999,. Elle a obtenu deux diplômes de troisième cycle, en sciences de l'information de la City University of London en 2003 et en gestion du secteur bénévole de la Cass Business School en 2011.

## Carrière
Mathieson a travaillé comme représentant généraliste pour Merck & Co. de 1996 à 1998. En 1999, elle est devenue agente d'information scientifique pour Science Line jusqu'à ce qu'elle rejoigne le service des sciences judiciaires (en) en tant que scientifique de l'information de 2000 à 2002,. Mathieson a dirigé l'enseignement des sciences et l'enseignement de l'entreprise chez Nesta (en) à partir de 2000. Elle a contribué au rapport Girls in the Physics Classroom de l'Institute of Physics. En tant que directrice de l'éducation à la British Science Association, Mathieson a coordonné des activités de sensibilisation pour les enseignants et leurs élèves. Mathieson encourage les autres à participer à la science citoyenne.
En 2015, elle a rejoint le King's College de Londres Youth Access and Equity Research and Practice Agenda. Elle a participé à l'enquête sur la communication scientifique du gouvernement britannique en juin 2015. En juillet 2016, Mathieson a pris le poste de directeur général de la British Science Association en juillet 2016. À la British Science Association, elle travaille à faire de la science un élément fondamental de la société. Elle a lancé Not Just for Scientists une campagne qui recherchait « des idées de personnes qui souhaiteraient contribuer au débat sur le rôle de la science dans la société ». En 2017, Mathieson a rencontré le duc d'York. Elle s'inquiète de l'enseignement des sciences pratiques dans les écoles. En 2018, elle s'est inquiétée du fait que Brian Cox et David Attenborough ne rendaient pas la science accessible à l'ensemble du grand public.
Mathieson a écrit pour le Huffington Post, The Guardian, The Independent et Open Access Government,,,. Elle est apparue à la radio et a participé à plusieurs podcasts,,,,. Mathieson est une dirigeante des guides (en) et est administratrice de la Royal Commonwealth Society (en). Elle est une cheffe Brownie. Elle a participé à une charte Tech She Can de PricewaterhouseCoopers.
Dans son rôle actuel, Katherine emmène son organisation dans un voyage pour mettre la diversité et l'inclusion au cœur de la mission de l'organisation. Cela a inclus la diversification de la composition du conseil.